# クイズ21! ジャックをねらえ
『クイズ21! ジャックをねらえ』は、1995年4月9日から同年9月24日までテレビ朝日系列局で放送されていたクイズ番組である。テレビ朝日とイーストの共同制作。放送時間は毎週日曜 18:30 - 19:00 （日本標準時）。
アンケートクイズを用いてブラックジャックをする内容だった。

## 出演者

### 司会
- 生島ヒロシ

### ディーラー
- ヒロミ
- 田代まさし
- 井上順
- 加藤茶
- 間寛平
- 片岡鶴太郎

ほか

## 基本ルール
- 芸能人ペア3組（キング、ジャック、クィーン）が、それぞれディーラー役のゲストと戦う。
- まず、アンケートのテーマを発表。アンケートの上位15項目の内1項目が予めオープンされており、残り14項目は、上位から順番に、A、K、Q、J、10、9、……、2、Aとなっている。
  - J〜Kは10として、Aは1または11のうち最善な方で扱う
- 最初に、各ペアにディーラーから無作為に1枚目のカードを配られた後（ディーラーも自分のカードを1枚引く）、1ペアずつ順番に口頭で、ベスト15に入っていそうな項目を答えていく。正解なら、順位に対応したカードを獲得。
- 21を超えそうだと思ったら、任意にストップをかける事も可能。22以上になったらドボンで、その問題は負け確定となってしまう。
- 最後にディーラーも同様にクイズに答えていき、ディーラーより21に近ければ勝ち。ディーラーより遠いまたは同じ数値の場合は負け。
- 3回戦行って、最も成績の良かったペアがラストチャレンジに挑む。

### 前期
- 予め各ペアに100枚のチップ（単位：モラル）が支給され、1問ごとにチップを賭けていく。
- ディーラーに勝てば賭けたチップが2倍になって返ってくる。21ちょうどなら3倍返し。ディーラーに負けるか21をオーバーした場合は、チップ没収。

### 後期
- ジャック君と呼ばれた人形を集めていく。
- 第1問ではプレイヤーチームがディーラーに勝てば1体獲得。勝敗関係なく21ちょうどなら1体獲得。（ディーラーが21ちょうどなら2体獲得。）第2問は第1問と同様だが、勝てば2体獲得。（ディーラーが21ちょうどなら3体獲得。）

### ラストチャレンジ
- 優勝ペアとディーラーにアンケートクイズを出題。
- 前期は同点決勝があった場合はディーラーが先攻。後期はジャック君の個数で先攻を決めた。
- 前期ルール
  - ベスト5に入っていて、なおかつなるべく順位が高そうな項目を、1個ずつ口頭で答える。
  - ディーラーよりも上位の項目を答えたら勝ちで、海外旅行獲得。ディーラーよりも下位だった場合は負けで、海外旅行は視聴者プレゼント。
  - 先攻が1位を当てた場合は即、海外旅行獲得。
- 後期ルール
  - 1分以内でベスト10のうち、交互1個ずつ、何個答えるか決めた。
  - 仮に優勝ペア・ディーラーが正解数が同数の場合は上位の項目を当てた所の勝ちとなった。

## スタッフ
- 技術：足立篤己
- カメラ：大熊正浩
- 編集：佐藤利史 他
- MA：石北秀尚 他
- 音響効果：水崎雅雄
- 技術協力：東通、ビデオフォーカス
- ディレクター：渡辺松太郎 他
- 演出：上西浩之（イースト）
- プロデューサー：佐藤克美（テレビ朝日）、成田肇（イースト）
- 制作：テレビ朝日、イースト

## エンディングテーマ
- 夏にかかるWedding Song/class

| テレビ朝日系列 日曜18:30枠                                       | テレビ朝日系列 日曜18:30枠                                  | テレビ朝日系列 日曜18:30枠                                      |
| 前番組                                                           | 番組名                                                      | 次番組                                                          |
| ---------------------------------------------------------------- | ----------------------------------------------------------- | --------------------------------------------------------------- |
| 謎ジパング あなたの知らない日本 （1994年4月3日 - 1995年3月26日） | クイズ21! ジャックをねらえ （1995年4月9日 - 1995年9月24日） | なんでもランキング バトランQ （1995年10月1日 - 1995年12月24日） |